# Aviatik C.I
El Aviatik C.I fue un avión de observación biplano que entró en servicio durante la Primera Guerra Mundial en abril de 1915.

## Diseño y desarrollo
Era un desarrollo de los modelos Aviatik B.I y B.II, siendo uno de los primeros aviones de la nueva clase C alemana de biplanos armados. En el C.I, el observador se sentaba delante del piloto, con una ametralladora enganchada en un montaje deslizante sobre un raíl a cada lado de la cabina. Esto le daba a la tripulación los medios para atacar a aviones enemigos. Las posiciones del piloto y del observador fueron intercambiadas en la última serie de 50 aparatos, ordenada en 1917 solo para tareas de entrenamiento. Solo se construyó un avión de la refinada versión C.Ia en mayo de 1916, con el armamento todavía en una cabina delantera, sirviendo como prototipo del C.III. Los modelos tardíos del avión incluyeron los Aviatik C.II y C.III, que tenían motores más potentes. El C.III fue producido en grandes cantidades.
Fueron construidos 548 Aviatik C.I en total: 402 por Aviatik (incluyendo 51 entrenadores y 1 C.Ia) y 146 por Hannover.

## Variantes
C.I
Modelo básico.
C.I(Han)
Modelo básico construido bajo licencia por Hannover, inicialmente designado Hannover C.I.
C.I entrenador
La última serie de 50 unidades más un prototipo fabricado en 1917, con una ametralladora en la cabina trasera.
C.Ia
Prototipo para el C.III, volado en mayo-junio de 1916.
C.II
Esta versión estaba propulsada por un motor Benz Bz.IV de 149 kW (200 hp). No fue producida en cantidad.
C.III
El C.III fue un refinamiento de 1916 que operó hasta 1917.

## Operadores
Imperio austrohúngaro
- Luftfahrtruppen

 Alemania
- Luftstreitkräfte

 Rumania
- Real Fuerza Aérea Rumana (Posguerra)

 Reino de Yugoslavia
- Real Fuerza Aérea del Ejército de Yugoslavia (Posguerra)

## Especificaciones
Referencia datos: Thetford

### Características generales
- Tripulación: Dos (piloto y observador/artillero)
- Longitud: 7,925 m
- Envergadura: 12,5 m
- Altura: 2,95 m
- Superficie alar: 43 m²
- Peso vacío: 750 kg
- Peso cargado: 1340 kg
- Planta motriz: 1× motor lineal de seis cilindros refrigerado por agua Mercedes D.III.
  - Potencia: 119 kW (160 hp)
- Autonomía: 3 h
- Ascenso a 1000 m (3050 pies): 12 min

### Rendimiento
- Velocidad nunca excedida (Vne): 142 km/h
- Techo de vuelo: 3500 m (11 500 pies)
- Carga alar: 31,2 kg/m²
- Potencia/peso: 0,089 kW/kg (0,054 hp/lb)

### Armamento
- Ametralladoras: 

  - 2 en la cabina delantera